# Nicolás Samayoa
Nicolás Samayoa Pacheco (ur. 2 sierpnia 1995 w mieście Gwatemala) – gwatemalski piłkarz z obywatelstwem amerykańskim występujący na pozycji środkowego obrońcy, reprezentant Gwatemali, od 2023 roku zawodnik rumuńskiej Politehniki Jassy.